# Mục tiêu

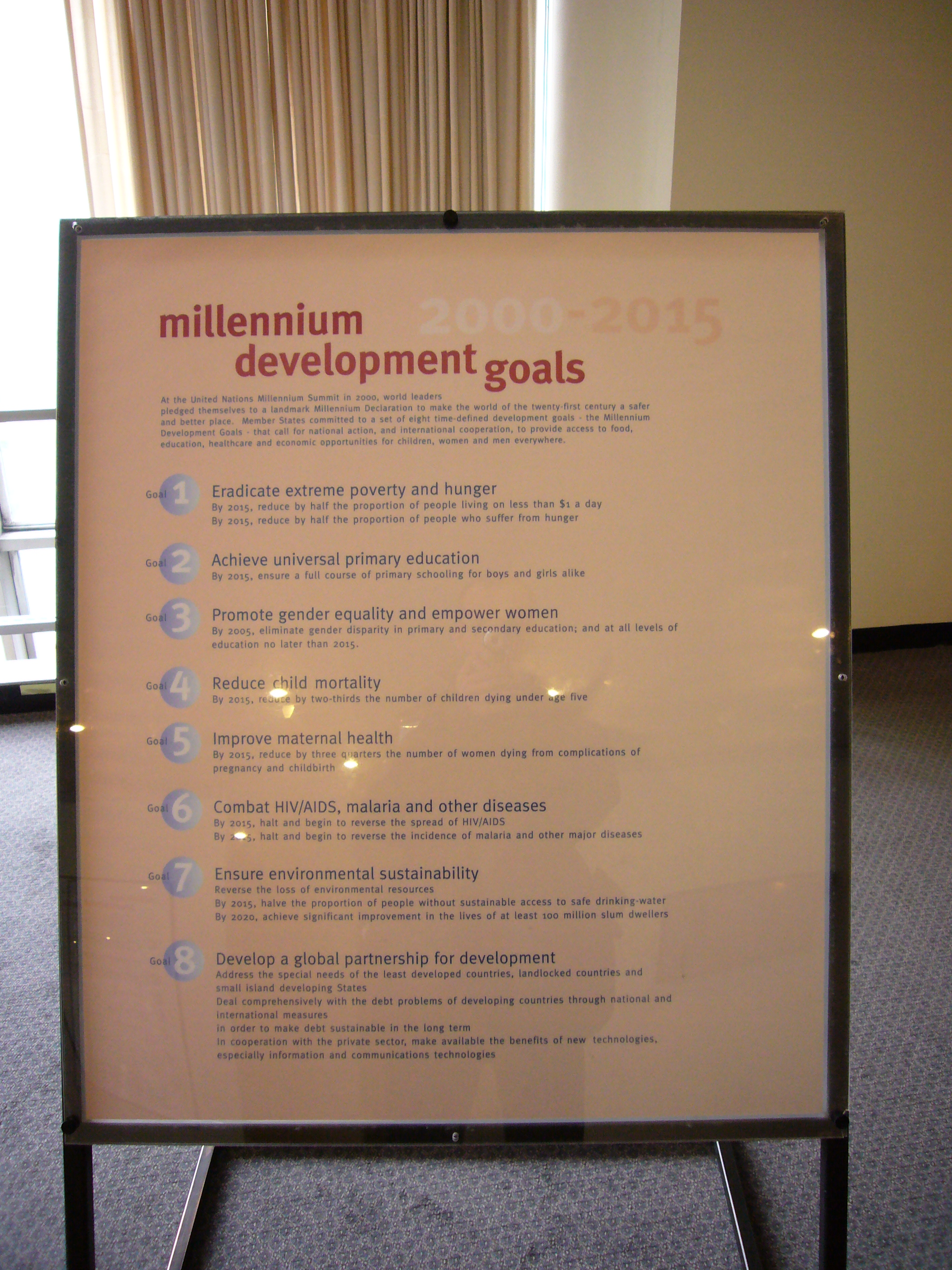
Poster tại trụ Sở liên Hiệp Quốc trình bày Mục tiêu phát triển thiên niên kỉ

Mục tiêu là một ý tưởng của tương lai, hoặc kết quả mong muốn của một người hay một nhóm người đã hình dung ra, kế hoạch và cam kết để đạt được. Những nỗ lực để đạt được mục tiêu trong một hữu hạn thời gian, bằng cách đặt ra hạn chót. Một mục tiêu gần giống với ý định hay mục đích, kết quả dự đoán hướng dẫn phản ứng, hoặc kết thúc, là một đối tượng, hoặc là một đối tượng vật lý hoặc một đối tượng trừu tượng, có giá trị nội tại.

## Thiết lập mục tiêu
Lý thuyết thiết lập mục tiêu được xây dựng dựa trên nghiên cứu thực nghiệm và được gọi là một trong những lý thuyết quan trọng nhất trong tâm lý học tổ chức. Edwin A. Locke và Gary P. Latham, cha đẻ của lý thuyết thiết lập mục tiêu, cung cấp một đánh giá toàn diện về những phát hiện cốt lõi của lý thuyết vào năm 2002. Tóm lại, Locke và Latham thấy rằng các mục tiêu cụ thể, khó khăn dẫn đến hiệu suất cao hơn mục tiêu hoặc hướng dẫn dễ dàng để "làm hết sức mình", miễn là phản hồi về tiến trình được cung cấp, người đó cam kết với mục tiêu và người đó khả năng và kiến thức để thực hiện nhiệm vụ.
Theo Locke và Latham, mục tiêu ảnh hưởng đến hiệu suất theo những cách sau:
1. các mục tiêu hướng sự chú ý và nỗ lực vào các hoạt động liên quan đến mục tiêu
2. các mục tiêu khó khăn dẫn đến nỗ lực lớn hơn
3. mục tiêu tăng sự kiên trì, với mục tiêu khó khăn kéo dài nỗ lực
4. mục tiêu gián tiếp dẫn đến kích thích, và khám phá và sử dụng kiến thức và chiến lược liên quan đến nhiệm vụ.

Mối quan hệ tích cực giữa mục tiêu và hiệu suất phụ thuộc vào nhiều yếu tố. Thứ nhất, mục tiêu phải được coi là quan trọng và cá nhân phải cam kết. Thiết lập mục tiêu tham gia có thể giúp tăng hiệu suất, nhưng sự tham gia của chính nó không trực tiếp cải thiện hiệu suất. Tự tin vào năng lực bản thân  cũng tăng cường cam kết mục tiêu. Để các mục tiêu có hiệu quả, mọi người cần phản hồi chi tiết tiến trình của họ liên quan đến mục tiêu của họ.
Một số huấn luyện viên đề nghị thiết lập các mục tiêu cụ thể, có thể đo lường được, có thể đạt được, có liên quan và được giới hạn thời gian (SMART), nhưng không phải tất cả các nhà nghiên cứu đều đồng ý rằng các tiêu chí SMART này là cần thiết. Một phần, điều này là do khung mục tiêu SMART không bao gồm khó khăn, nhưng thay vào đó sử dụng có thể đạt được. Trong lý thuyết thiết lập mục tiêu của Locke và Latham (1990, 2002), để thiết lập một mục tiêu khó, nên sử dụng phân vị thứ 90, dựa trên hiệu suất trung bình của những người đã thực hiện nhiệm vụ trước đó. 
Mục tiêu có thể là dài hạn, trung gian hoặc ngắn hạn. Sự khác biệt chính là thời gian cần thiết để đạt được chúng.

### Các mục tiêu ngắn hạn
Mục tiêu ngắn hạn mong đợi hoàn thành trong một khoảng thời gian ngắn, chẳng hạn như cố gắng nhận một hóa đơn thanh toán trong vài ngày tới. Định nghĩa về mục tiêu ngắn hạn không cần liên quan đến bất kỳ khoảng thời gian cụ thể nào. Nói cách khác, người ta có thể đạt được (hoặc không đạt được) mục tiêu ngắn hạn trong một ngày, tuần, tháng, năm, vv Khung thời gian cho một mục tiêu ngắn hạn liên quan đến ngữ cảnh của nó trong dòng thời gian tổng thể nó đang được áp dụng. Ví dụ, người ta có thể đo lường một mục tiêu ngắn hạn cho một dự án kéo dài một tháng trong ngày; trong khi người ta có thể đo lường một mục tiêu ngắn hạn cho cuộc đời của một ai đó trong tháng hoặc trong năm. Các nhà lập kế hoạch thường xác định các mục tiêu ngắn hạn liên quan đến các mục tiêu dài hạn.

## Mục tiêu cá nhân
Mỗi người có thể đặt mục tiêu cá nhân cho riêng mình. Một học sinh có thể đặt mục tiêu của một điểm cao trong một kỳ thi. Một vận động viên có thể chạy năm dặm một ngày. Một khách du lịch có thể cố gắng để đạt được một điểm đến thành phố trong vòng ba giờ. Mục tiêu tài chính là một ví dụ phổ biến, để tiết kiệm cho việc nghỉ hưu hoặc để tiết kiệm cho việc mua hàng. Quản lý mục tiêu có thể mang lại lợi nhuận trong mọi lĩnh vực của đời sống cá nhân. Biết chính xác những gì người ta muốn đạt được làm rõ những gì cần tập trung và cải thiện, và thường vô thức ưu tiên mục tiêu đó. Nếu các bạn không thường xuyên hướng đến các mục tiêu, bạn sẽ dành cả cuộc đời mình chỉ để đạt được các mục tiêu của những người khác, đặc biệt là những người luôn biết hướng đến mục tiêu.
Thiết lập mục tiêu và lập kế hoạch ("công việc mục tiêu") thúc đẩy tầm nhìn dài hạn, sứ mệnh trung gian và động lực ngắn hạn. Nó tập trung vào ý định,mong muốn, thu nhận kiến thức và giúp tổ chức các nguồn lực. Công việc mục tiêu hiệu quả bao gồm việc nhận ra và giải quyết tất cả các tội lỗi, xung đột nội bộ hoặc hạn chế niềm tin có thể khiến một người phá hoại những nỗ lực của người khác. Bằng cách đặt ra các mục tiêu được xác định rõ ràng, người ta có thể đo lường và tự hào sau khi hoàn thành những mục tiêu đó. Người ta có thể thấy sự tiến bộ trong những gì có thể có vẻ dài, có lẽ khó khăn, cực nhọc.

### Đạt được mục tiêu cá nhân:
Đạt được các mục tiêu phức tạp và khó khăn đòi hỏi sự tập trung, sự tích cực và nỗ lực lâu dài (xem theo đuổi mục tiêu). Thành công trong bất kỳ lĩnh vực nào đều đòi hỏi lời xin lỗi và lý lẽ bào chữa cho việc thực hiện kém hoặc thiếu quy hoạch phù hợp; trong ngắn hạn, thành công đòi hỏi sự trưởng thành về mặt tình cảm. Các phép thử niềm tin mà mọi người có trong khả năng của họ để đạt được một mục tiêu cá nhân cũng ảnh hưởng đến thành tích đó. Thành tựu lâu dài dựa trên thành tựu ngắn hạn. Kiểm soát cảm xúc trong những khoảnh khắc nhỏ trong một ngày tạo nên sự khác biệt lớn về lâu dài.

### Thành tích mục tiêu cá nhân và hạnh phúc
Đã có rất nhiều nghiên cứu được tiến hành nhằm tìm kiếm mối liên kết giữa việc đạt được các mục tiêu mong muốn, những thay đổi sự tự tin vào năng lực bản thân và tính toàn vẹn và cuối cùng là những thay đổi đối với hạnh phúc chủ quan (Subjective well-being). Hiệu quả mục tiêu đề cập đến khả năng một cá nhân thành công trong việc đạt được mục tiêu của họ. Tính toàn vẹn mục tiêu đề cập đến mục tiêu của một người phù hợp với các khía cạnh cốt lõi của bản thân như thế nào. Nghiên cứu đã chỉ ra rằng sự tập trung vào hiệu quả mục tiêu được kết hợp với hạnh phúc yếu tố hạnh phúc (hạnh phúc chủ quan) và tính toàn vẹn mục tiêu được kết hợp với ý nghĩa theo tâm lý học của yếu tố hạnh phúc. Nhiều nghiên cứu đã chỉ ra mối liên hệ giữa việc đạt được các mục tiêu và thay đổi lâu dài về hạnh phúc chủ quan; hầu hết các nghiên cứu cho thấy rằng đạt được các mục tiêu có ý nghĩa cá nhân làm tăng cảm giác hạnh phúc chủ quan của cá nhân đó.

## Mô hình tự đồng nhất
Mô hình tự đồng nhất là một mô hình nhìn vào chuỗi các bước xảy ra từ khi bắt đầu một mục tiêu để đạt được mục tiêu đó. Nó xem xét khả năng và tác động của thành tích mục tiêu dựa trên loại mục tiêu và ý nghĩa của mục tiêu đối với cá nhân. Các loại mục tiêu khác nhau tác động đến cả thành tích mục tiêu và ý thức chủ quan được mang lại bằng cách đạt được mục đích. Mô hình phá vỡ các yếu tố thúc đẩy, đầu tiên,sự  phấn đấu để đạt được một mục tiêu, sau đó đạt được một mục tiêu, và sau đó là các yếu tố kết nối thành tích mục tiêu với những thay đổi trong chủ quan hạnh phúc.

### Mục tiêu tự đồng nhất
Các mục tiêu được theo đuổi để đáp ứng các giá trị nội tại hoặc để hỗ trợ khái niệm tự của cá nhân được gọi là các mục tiêu tự đồng nhất. Mục tiêu tự hòa hợp đáp ứng nhu cầu cơ bản và phù hợp với những gì nhà phân tâm học Donald Winnicott gọi là "là chính mình" của một cá nhân. Bởi vì những mục tiêu này có ý nghĩa riêng đối với một cá nhân và phản ánh bản sắc cá nhân, mục tiêu tự đồng nhất có nhiều khả năng có được sự nỗ lực bền vững theo thời gian. Ngược lại, các mục tiêu không phản ánh động lực bên trong của một cá nhân mà được theo đuổi do các yếu tố bên ngoài (ví dụ: áp lực xã hội) xuất hiện từ vùng không được tích hợp của một người và do đó có nhiều khả năng bị bỏ rơi khi các chướng ngại vật xảy ra.
Những người đạt được mục tiêu tự đồng nhất gặt hái những lợi ích tốt hơn từ thành tựu của họ. Các hiệu ứng đạt được hạnh phúc được trung gian bằng sự hài lòng cần thiết, tức là kinh nghiệm hoạt động hàng ngày về quyền tự chủ, năng lực và sự liên quan tích lũy trong thời gian phấn đấu. Mô hình này được thể hiện để cung cấp sự phù hợp thỏa đáng cho 3 bộ dữ liệu theo chiều dọc và độc lập với các ảnh hưởng của tính tự tin vào năng lực bản thân, ý định thực hiện, khung tránh, và kỹ năng sống.
Hơn nữa, lý thuyết tự xác định và nghiên cứu xung quanh lý thuyết này cho thấy rằng nếu một cá nhân đạt được mục tiêu một cách hiệu quả, nhưng mục tiêu đó không tự xác nhận hoặc tự đồng nhất, mức độ hạnh phúc không thay đổi mặc dù đạt được mục tiêu.

## Quản lý mục tiêu trong các tổ chức
Trong các tổ chức, quản lý mục tiêu bao gồm quá trình công nhận hoặc suy ra mục tiêu của từng thành viên trong nhóm, bỏ qua các mục tiêu không còn liên quan, xác định và giải quyết xung đột giữa các mục tiêu và ưu tiên các mục tiêu một cách nhất quán cho các hoạt động hợp tác nhóm và hiệu quả tối ưu.
Đối với bất kỳ hệ thống thương mại thành công nào, nó có nghĩa là tạo ra lợi nhuận bằng cách làm cho chất lượng hàng hóa tốt nhất hoặc chất lượng dịch vụ tốt nhất có sẵn cho người dùng cuối (khách hàng) với chi phí tốt nhất có thể. Quản lý mục tiêu bao gồm:
- đánh giá và giải quyết các trở ngại bất hợp lý để thành công
- quản lý thời gian
- thường xuyên xem xét lại (kiểm tra tính nhất quán)
- kiểm tra tính khả thi
- điều chỉnh các cột mốc và mục tiêu chính

Jens Rasmussen (chuyên gia về yếu tố con người) và Morten Lind phân biệt ba loại mục tiêu cơ bản liên quan đến quản lý hệ thống công nghệ:
1. mục tiêu sản xuất
2. mục tiêu an toàn
3. mục tiêu kinh tế

Mục đích quản lý mục tiêu tổ chức  cho các mục tiêu ngắn và dài hạn của nhân viên để phù hợp với tầm nhìn và mục tiêu chiến lược của toàn bộ tổ chức. Quản lý mục tiêu cung cấp cho các tổ chức một cơ chế để giao tiếp hiệu quả các mục tiêu của công ty và các mục tiêu chiến lược cho mỗi người trong toàn bộ tổ chức. Chìa khóa bao gồm tất cả mọi thứ bắt nguồn từ một nguồn quan trọng và cung cấp cho mỗi người một thông điệp mục tiêu tổ chức rõ ràng, nhất quán để mọi nhân viên hiểu được nỗ lực của họ góp phần vào sự thành công của doanh nghiệp như thế nào.
Một ví dụ về các loại mục tiêu trong quản trị kinh doanh:
- Mục tiêu của người tiêu dùng: điều này đề cập đến việc cung cấp một sản phẩm hoặc dịch vụ mà thị trường / người tiêu dùng muốn
- Mục tiêu sản phẩm: điều này đề cập đến việc cung cấp một đề xuất giá trị nổi bật so với các sản phẩm khác - có lẽ do các yếu tố như chất lượng, thiết kế, độ tin cậy và tính mới
- Mục tiêu hoạt động: điều này đề cập đến việc điều hành tổ chức theo cách để tận dụng tối đa các kỹ năng quản lý, công nghệ và tài nguyên
- Mục tiêu phụ: điều này đề cập đến các mục tiêu mà một tổ chức không coi là ưu tiên

## Khác biệt giữa mục tiêu và mục đích
Mục tiêu và mục đích là 2 từ khác biệt nhau về ý nghĩa và cách sử dụng. Mục tiêu là quá trình theo đuổi một điểm đến, mục đích là ý nghĩa của điểm đến. Mục tiêu trả lời cho câu hỏi Gì/Cái gì (What?), mục đích trả lời cho câu hỏi Để làm gì/Tại sao (for what?/Why?). Cụ thể: Anh làm việc chăm chỉ cật lực như vậy để làm gì ? - Chăm chỉ thì tôi có thể kiếm được nhiều tiền (what), như vậy tôi mới có thể trang trải cho gia đình tôi cuộc sống tốt hơn (for what/why). 'Mục tiêu' trả lời cho câu hỏi theo đuổi cái gì?, 'mục đích' trả lời cho câu hỏi theo đuổi điều đó để làm gì?